# McDonnell Douglas MD-94X
El McDonnell Douglas MD-94X era un avión de pasajeros propulsado por hélice planificado, cuya producción estaba prevista para comenzar en 1994. Anunciado en enero de 1986, el avión iba a tener capacidad para entre 160 y 180 pasajeros, posiblemente utilizando una configuración de doble pasillo. Un diseño completamente nuevo que se investigó internamente desde al menos 1984, el MD-94X fue desarrollado a mediados de la década de 1980 para competir con el Boeing 7J7 similar. Sin embargo, el precio del petróleo tendría que ser al menos de 1,40 dólares por galón para que McDonnell Douglas pudiera construir el avión. La configuración era similar a la del MD-80, pero se estaban considerando tecnologías avanzadas como planos frontales canard, control de capa límite laminar y turbulenta, control de vuelo con palanca lateral (a través de fibra óptica ) y construcción de aleación de aluminio y litio. El interés de las aerolíneas en la nueva tecnología propfan fue débil a pesar de las afirmaciones de una reducción de hasta un 60% en el uso de combustible, y ambos aviones fueron cancelados.
Al mismo tiempo, se estaban desarrollando dos variantes comerciales del MD-80 impulsadas por hélice. El "MD-91X" habría tenido capacidad para 100-110 personas y hubiera entrado en servicio en 1991. El "MD-92X", un avión de 150 asientos que se planeaba entrar en servicio en 1992, originalmente iba a ser un 76 pulgadas (1,9 m) del MD-80. El precio por motor habría sido aproximadamente 1,6 millones de dólares más alto para los motores de hélice que para los motores Pratt & Whitney JT8D-200 de la serie MD-80. Los DC-9 y MD-80 existentes también habrían sido elegibles para una actualización a los nuevos motores de hélice. El 19 de mayo de 1987, McDonnell Douglas probó en vuelo por primera vez el motor de ventilador no conducido (UDF) de General Electric Aviation en un demostrador MD-80, un avión que fue restaurado después de sufrir una separación del empenaje en 1980 durante el aterrizaje de un vuelo de prueba de certificación para el DC-9 Super 80. 
También se propuso una variante militar del MD-87 o MD-91X propulsada por hélice, llamada P-9D, como avión de guerra antisubmarina (ASW). El P-9D fue diseñado para ser utilizado en el programa de aeronaves de largo alcance con capacidad ASW (LRAACA) de la Armada de los Estados Unidos, que inicialmente reemplazaría la flota existente de 125 aviones Lockheed P-3 Orion. En octubre de 1988, la Armada seleccionó un derivado del P-3 Orion (que luego fue renombrado Lockheed P-7 A) como avión LRAACA en lugar del P-9D.
El 10 de octubre de 1989, McDonnell Douglas anunció públicamente que abandonaba el desarrollo de aviones propulsados por hélice, debido a que las compañías aéreas estaban preocupadas por el riesgo y el coste de la tecnología en comparación con un avión de pasajeros propulsado por motores convencionales.

## Especificaciones

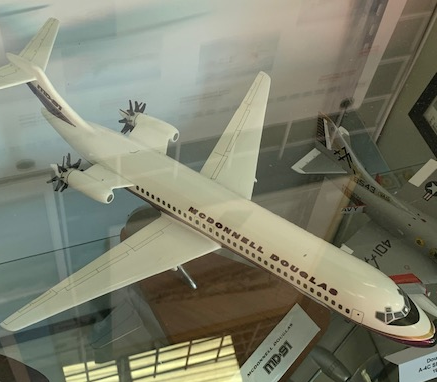
Un modelo a escala de escritorio del propuesto avión de pasajeros con hélice McDonnell Douglas MD-91X.

| Avión                               | MD-91X                                      | MD-92X                                      | MD-94X                | P-9D                                                                |
| ----------------------------------- | ------------------------------------------- | ------------------------------------------- | --------------------- | ------------------------------------------------------------------- |
| Derivado de                         | MD-87                                       | MD-88                                       | N/A (portería a cero) | MD-87 o MD-91X                                                      |
| Asientos de clase mixta             | 114                                         | 165                                         |                       | N / A                                                               |
| Precio de venta                     | 25 millones de dólares estadounidenses      | 30 millones de dólares estadounidenses      |                       |                                                                     |
| Longitud                            | 120 pies 11 pulgadas (36,9 m)               | 157 pies 4 pulgadas (48,0 m)                |                       | 132,2 pies (132' 22/5"; 40,3 m)                                     |
| Peso en vacío operativo             | 83 508 libras (37 878,6 kg)                 | 91 579 libras (41 539,5 kg)                 |                       |                                                                     |
| MTOW                                | 133 000 libras (60 327,7 kg)                | 155 000 libras (70 306,8 kg)                |                       | 165 000 libras (74 842,7 kg)                                        |
| Velocidad de crucero                | Mach 0,76                                   | Mach 0,76                                   |                       | 430 nudos (490 mph; 800 km/h)                                       |
| Rango                               | 2563 millas náuticas (2949,4 mi; 4746,7 km) | 2424 millas náuticas (2789,5 mi; 4489,2 km) |                       | 2000 millas náuticas (2301,6 mi; 3704,0 km) (4-hour loitering time) |
| Longitud del campo de despegue      | 5200 pies (1585,0 m)                        | 7000 pies (2133,6 m)                        |                       |                                                                     |
| Motores (×2)                        | General Electric GE36 -C22 o PW-Allison 578 | General Electric GE36-C25 o PW-Allison 578  |                       | General Electric GE36 o PW-Allison 578-D                            |
| Empuje por motor                    | 22 000 libras (97,9 kN)                     | 25 000 libras (111,2 kN)                    |                       | 25 000 libras (111,2 kN)                                            |
| Volumen de carga en bodega más bajo | 773 pies cúbicos (21,9 m³)                  | 1250 pies cúbicos (35,4 m³)                 |                       | N / A                                                               |

### Desarrollos relacionados
Antonov An-180

Boeing 7J7

MPC 75

Tupolev Tu-334

Yakovlev Yak-46

### Artículos similares
McDonnell Douglas DC-9

McDonnell Douglas MD-80

McDonnell Douglas MD-90

Boeing 717